# Zlatoočka obecná
Zlatoočka obecná (Chrysoperla carnea) je druh hmyzu z řádu síťokřídlých.

## Popis
Jedinci dosahují rozpětí křídel 15–30 milimetrů. Mají dlouhé a štíhlé, zelené až hnědě zbarvené tělo. Jejich křídla, která jsou v klidové poloze složena nad tělem jako střecha, mají hustou, zelenou žilnatinu. Jejich polokulové složené oči jsou jasně viditelné a lesknou se v barvách duhy.

## Areál rozšíření
Zlatoočka zelená se vyskytuje mimo Austrálii a Antarktidu v několika generacích po celém světě od nížin po hory.

## Způsob života
Nejaktivnější jsou za svítání, kdy živí se pylem, nektarem a medovicí mšic. Přes den se ukrývají pod listy. Dospělci přezimují ukrytí v suchém listí, nebo na chráněných místech, jako například v duté kulatině nebo v podkroví.

## Rozmnožování
Každá samice zlatoočky klade během života až několik set malých vajíček na listy v blízkosti potenciální kořisti – kolonií mšic. Vajíčka jsou obvykle kladena během noci. Larvy se líhnou za tři až šest dnů v závislosti na teplotě, nenasytně loví kořist a třikrát se svlékají. Délka larvy dosahuje 7 až 8 mm a mají tři páry hrudních nohou. Tělo je protáhlé zbarveno žluto-šedě. Živí se nejen mšicemi, ale i mnoha jinými druhy hmyzu, a dokonce se živí většími tvory, jako jsou housenky. Mohou zkonzumovat velké množství kořisti a zcela zničit kolonii mšic. Při nedostatku potravy se projeví kanibalismus. V průběhu svého vývoje, což může trvat 8 až 18 dní v závislosti na teplotě, sežerou 200 až 500 mšic nebo až 10 000 vajíček a larev svilušek. Proto jsou využívány jako regulátor škůdců a jsou také chovány pro biologickou kontrolu.
Po dvou až třech týdnech začnou larvy vylučovat hedvábí a vytvářet hedvábné zámotky na skrytých místech na rostlinách. Z nich se dospělci vylíhnou o deset až čtrnáct dnů později. Délka životního cyklu (do 4 týdnů v letním období) je do značné míry ovlivněna teplotou a může být několik generací každý rok za příznivých podmínek.